# Locha diaphana
Locha diaphana är en fjärilsart som beskrevs av Dru Drury 1782. Locha diaphana ingår i släktet Locha och familjen mätare. Inga underarter finns listade i Catalogue of Life.